# Sportverein Stuttgarter Kickers 2003-2004
Questa voce raccoglie le informazioni riguardanti lo Sportverein Stuttgarter Kickers nelle competizioni ufficiali della stagione 2003-2004.

## Stagione
Nella stagione 2003-2004 il Stuttgarter Kickers, allenato da Rainer Adrion, Co-Robin Dutt e Robin Dutt, concluse il campionato di Regionalliga sud al 9º posto.

## Rosa
| N. |                                 | Ruolo | Calciatore           |
| -- | ------------------------------- | ----- | -------------------- |
| 1  | Germania (bandiera)             | P     | Tino Köstel          |
| 2  | Germania (bandiera)             | D     | Oliver Barth         |
| 3  | Germania (bandiera)             | C     | Stefan Minkwitz      |
| 4  | Germania (bandiera)             | D     | Joachim Cast         |
| 5  | Germania (bandiera)             | D     | Patrick Milchraum    |
| 6  | Germania (bandiera)             | C     | Peter Wagner         |
| 7  | Germania (bandiera)             | C     | Marvin Braun         |
| 8  | Italia (bandiera)               | C     | Giuseppe Catizone    |
| 9  | Bosnia ed Erzegovina (bandiera) | A     | Mirnes Mesic         |
| 12 | Germania (bandiera)             | C     | Sascha Benda         |
| 13 | Germania (bandiera)             | D     | Oliver Stierle       |
| 14 | Germania (bandiera)             | A     | Carsten Lakies       |
| 15 | Germania (bandiera)             | D     | Moritz Steinle       |
| 16 | Italia (bandiera)               | A     | Gaetano Intemperante |

| N. |                                 | Ruolo | Calciatore               |
| -- | ------------------------------- | ----- | ------------------------ |
| 18 | Germania (bandiera)             | C     | Bernd Eckhardt           |
| 19 | Germania (bandiera)             | D     | Michael Zimmermann       |
| 20 | Germania (bandiera)             | C     | Heiko Gumper             |
| 21 | Bosnia ed Erzegovina (bandiera) | A     | Suad Rahmanovic          |
| 22 | Germania (bandiera)             | C     | Christoph Kunze          |
| 23 | Germania (bandiera)             | D     | Alexander Malchow        |
| 24 | Italia (bandiera)               | P     | Gianmario Strambace      |
| 25 | Turchia (bandiera)              | C     | Mustafa Akçay            |
| 26 | Grecia (bandiera)               | C     | Panagiōtīs Delīgiannidīs |
| 27 | Egitto (bandiera)               | A     | Mohamed Abou-Shoura      |
| 28 | Turchia (bandiera)              | D     | Ferdi Er                 |
| 29 | Italia (bandiera)               | C     | Enzo Marchese            |
| 33 | Grecia (bandiera)               | A     | Nikolaos Vassiliou       |

## Organigramma societario
Area tecnica
- Allenatore: Robin Dutt
- Allenatore in seconda: Stefan Minkwitz
- Preparatore dei portieri: Waldemar Cimander
- Preparatori atletici:
- Analisi video:

## Calciomercato

### Sessione estiva
| Acquisti | Acquisti            | Acquisti          | Acquisti |
| R.       | Nome                | da                | Modalità |
| -------- | ------------------- | ----------------- | -------- |
| A        | Zdenko Juric        | Sandhausen        |          |
| A        | Mirnes Mesic        | Ludwigsburg       |          |
| A        | Suad Rahmanovic     | Stoccarda II      |          |
| P        | Gianmario Strambace | Hertha Berlino II |          |

| Cessioni | Cessioni             | Cessioni             | Cessioni |
| R.       | Nome                 | a                    | Modalità |
| -------- | -------------------- | -------------------- | -------- |
| A        | Giuseppe Greco       | 1. FC Pforzheim      |          |
| A        | Gaetano Intemperante | Kickers Stoccarda II |          |
| D        | Sven Kresin          | Rot-Weiß Erfurt      |          |
| D        | Michael Kuhn         | Normannia Gmünd      |          |
| P        | Kristian Nicht       | Norimberga           |          |
| C        | Werner Protzel       | SV Weingarten        |          |
| A        | Erkan Savun          | Sonnenhof G.         |          |
| C        | Ralf Zimmermann      | TSV Crailsheim       |          |

### Sessione invernale
| Acquisti | Acquisti       | Acquisti | Acquisti |
| R.       | Nome           | da       | Modalità |
| -------- | -------------- | -------- | -------- |
| A        | Carsten Lakies | Feucht   |          |

| Cessioni | Cessioni     | Cessioni            | Cessioni |
| R.       | Nome         | a                   | Modalità |
| -------- | ------------ | ------------------- | -------- |
| A        | Eric Obinna  | Kaiserslautern II   |          |
| A        | Ivan         | Atlético de Ibirama |          |
| A        | Zdenko Juric | Sandhausen          |          |
| C        | Erhan Polat  | FC Heilbronn        |          |

## Risultati

### Regionalliga

#### Girone di andata
| Arbitro: | Vogler |

|                  |           |  |
| Benda 51’ (rig.) | Marcatori |  |

| Arbitro: | Maier |

|             |           |           |
| Neticha 17’ | Marcatori | 54’ Braun |

| Arbitro: | Kempter |

|                 |           |  |
| Obinna 55’, 74’ | Marcatori |  |

| Arbitro: | Probst |

|              |           |           |
| Kolinger 60’ | Marcatori | 46’ Mesic |

| Arbitro: | Sippel |

|           |           |                   |
| Mesic 75’ | Marcatori | 14’, 78’ Thiebaut |

| Arbitro: | Schalk |

|                                  |           |                    |
| Seeber 12’ Rogosic 27’ Busch 45’ | Marcatori | 31’ Ivan 57’ Mesic |

| Arbitro: | Dingert |

|                |           |                      |
| Rahmanovic 73’ | Marcatori | 38’ (rig.) Misimović |

| Arbitro: | Kristek |

|                                              |           |  |
| van Buskirk 4’ Zott 5’, 56’ Bettenstaedt 84’ | Marcatori |  |

| Arbitro: | Sahler |

|            |           |  |
| Lakies 61’ | Marcatori |  |

| Arbitro: | Schiffner |

|                               |           |  |
| Neumann 42’ (aut.) Obinna 72’ | Marcatori |  |

| Arbitro: | Merk |

|          |           |  |
| Judt 64’ | Marcatori |  |

| Arbitro: | Brombacher |

|             |           |                     |
| Malchow 86’ | Marcatori | 73’ (aut.) Minkwitz |

| Arbitro: | Viktora |

|           |           |  |
| Nuhic 64’ | Marcatori |  |

| Arbitro: | Sahler |

|                           |           |          |
| Malchow 22’ Milchraum 60’ | Marcatori | 64’ Bick |

| Arbitro: | Bielmeier |

|                               |           |             |
| Theres 2’ Throm 31’ Ropic 90’ | Marcatori | 59’ Malchow |

| Arbitro: | Wack |

|                                        |           |             |
| Benda 45’ Milchraum 75’ Rahmanovic 89’ | Marcatori | 82’ Blessin |

| Arbitro: | Maier |

|                       |           |                  |
| Berger 43’ Mamaev 57’ | Marcatori | 73’ (rig.) Benda |

#### Girone di ritorno
| Arbitro: | Trautmann |

|           |           |          |
| Kegel 23’ | Marcatori | 9’ Mesic |

| Arbitro: | Greth |

|                                                             |           |               |
| Benda 19’ (rig.), 58’ (rig.) Milchraum 48’ Nakas 56’ (aut.) | Marcatori | 76’ Amstätter |

| Arbitro: | Raquet |

|          |           |  |
| Zedi 45’ | Marcatori |  |

| Arbitro: | Braun |

|                                 |           |                          |
| Benda 7’ Catizone 34’ Braun 48’ | Marcatori | 54’ Kolinger 66’ Brendel |

| Arbitro: | Pickel |

|              |           |  |
| Thiebaut 19’ | Marcatori |  |

| Arbitro: | Perl |

|                          |           |  |
| Mesic 75’ Rahmanovic 83’ | Marcatori |  |

| Arbitro: | Schiffner |

|  |           |                      |
|  | Marcatori | 9’ Braun 66’ Malchow |

| Arbitro: | Trautmann |

|                    |           |                           |
| Mesic 2’, 56’, 69’ | Marcatori | 75’ Bettenstaedt 88’ Zott |

| Arbitro: | Schalk |

|           |           |           |
| Braun 26’ | Marcatori | 25’ Hampl |

| Arbitro: | Wagner |

|                          |           |          |
| Kumbela 68’ Boskovic 90’ | Marcatori | 2’ Mesic |

| Stoccarda 24 aprile 2004, ore 14:30 CEST 28ª giornata | Kickers Stoccarda | 0 – 0 referto | Kickers Offenbach | Waldau-Stadion (3 260 spett.)\| Arbitro: \| Kempter \| |
| Arbitro:                                              | Kempter           |               |                   |                                                        |

| Arbitro: | Drees |

|  |           |           |
|  | Marcatori | 33’ Mesic |

| Arbitro: | Dingert |

|                          |           |  |
| Rahmanovic 25’ Braun 61’ | Marcatori |  |

| Arbitro: | Kristek |

|                          |           |                |
| Coulibaly 10’ Okpala 67’ | Marcatori | 72’, 85’ Mesic |

| Arbitro: | Perl |

|                                    |           |  |
| Rahmanovic 23’ Akçay 30’ Braun 57’ | Marcatori |  |

| Arbitro: | Vogler |

|                                  |           |                      |
| Gmünder 76’ Buck 89’ Blessin 90’ | Marcatori | 38’ Gumper 54’ Mesic |

| Arbitro: | Welz |

|           |           |                                                |
| Benda 59’ | Marcatori | 14’ Schulz 51’ Müller 62’ Kocholl 73’ Jurkovic |

## Statistiche

### Statistiche di squadra
| Competizione     | Punti | In casa | In casa | In casa | In casa | In casa | In casa | In trasferta | In trasferta | In trasferta | In trasferta | In trasferta | In trasferta | Totale | Totale | Totale | Totale | Totale | Totale | DR |
| Competizione     | Punti | G       | V       | N       | P       | Gf      | Gs      | G            | V            | N            | P            | Gf           | Gs           | G      | V      | N      | P      | Gf     | Gs     | DR |
| ---------------- | ----- | ------- | ------- | ------- | ------- | ------- | ------- | ------------ | ------------ | ------------ | ------------ | ------------ | ------------ | ------ | ------ | ------ | ------ | ------ | ------ | -- |
| Regionalliga sud | 47    | 17      | 11      | 4       | 2       | 32      | 16      | 17           | 2            | 4            | 11           | 15           | 27           | 34     | 13     | 8      | 13     | 47     | 43     | +4 |
| Totale           | 47    | 17      | 11      | 4       | 2       | 32      | 16      | 17           | 2            | 4            | 11           | 15           | 27           | 34     | 13     | 8      | 13     | 47     | 43     | +4 |

### Andamento in campionato
| Giornata  | 1 | 2 | 3 | 4 | 5 | 6 | 7 | 8  | 9  | 10 | 11 | 12 | 13 | 14 | 15 | 16 | 17 | 18 | 19 | 20 | 21 | 22 | 23 | 24 | 25 | 26 | 27 | 28 | 29 | 30 | 31 | 32 | 33 | 34 |
| --------- | - | - | - | - | - | - | - | -- | -- | -- | -- | -- | -- | -- | -- | -- | -- | -- | -- | -- | -- | -- | -- | -- | -- | -- | -- | -- | -- | -- | -- | -- | -- | -- |
| Luogo     | C | T | C | T | C | T | C | T  | T  | C  | T  | C  | T  | C  | T  | C  | T  | T  | C  | T  | C  | T  | C  | T  | C  | C  | T  | C  | T  | C  | T  | C  | T  | C  |
| Risultato | V | N | V | N | P | P | N | P  | P  | V  | P  | N  | P  | V  | P  | V  | P  | N  | V  | P  | V  | P  | V  | V  | V  | N  | P  | N  | V  | V  | N  | V  | P  | P  |
| Posizione | 6 | 5 | 3 | 4 | 7 | 9 | 9 | 12 | 13 | 11 | 13 | 13 | 15 | 15 | 16 | 15 | 16 | 16 | 14 | 15 | 13 | 14 | 12 | 11 | 9  | 10 | 10 | 10 | 8  | 6  | 7  | 6  | 8  | 9  |

Legenda:

Luogo: C = Casa; T = Trasferta. Risultato: V = Vittoria; N = Pareggio; P = Sconfitta.

### Statistiche dei giocatori
| M. Abou-Shoura   | 3  | 0  | 0 | 0 |
| M. Akçay         | 18 | 1  | 2 | 1 |
| O. Barth         | 33 | 0  | 9 | 0 |
| S. Benda         | 28 | 7  | 3 | 0 |
| M. Braun         | 28 | 6  | 4 | 0 |
| J. Cast          | 10 | 0  | 3 | 0 |
| G. Catizone      | 14 | 1  | 2 | 0 |
| P. Delīgiannidīs | 5  | 0  | 3 | 0 |
| B. Eckhardt      | 12 | 0  | 0 | 0 |
| F. Er            | 1  | 0  | 0 | 0 |
| H. Gumper        | 29 | 1  | 5 | 0 |
| G. Intemperante  | 7  | 0  | 1 | 0 |
| I. Ivan          | 13 | 1  | 1 | 0 |
| Z. Juric         | 5  | 0  | 0 | 0 |
| C. Kunze         | 1  | 0  | 0 | 0 |
| T. Köstel        | 34 | 0  | 0 | 0 |
| C. Lakies        | 9  | 0  | 0 | 0 |
| A. Malchow       | 33 | 4  | 5 | 0 |
| E. Marchese      | 2  | 0  | 0 | 0 |
| M. Mesic         | 34 | 13 | 3 | 0 |
| P. Milchraum     | 33 | 3  | 0 | 0 |
| S. Minkwitz      | 15 | 0  | 1 | 0 |
| E. Obinna        | 14 | 3  | 1 | 1 |
| E. Polat         | 3  | 0  | 0 | 0 |
| S. Rahmanovic    | 28 | 5  | 1 | 0 |
| M. Steinle       | 23 | 0  | 0 | 0 |
| O. Stierle       | 22 | 0  | 2 | 0 |
| G. Strambace     | 0  | 0  | 0 | 0 |
| N. Vassiliou     | 1  | 0  | 0 | 0 |
| P. Wagner        | 0  | 0  | 0 | 0 |
| M. Zimmermann    | 10 | 0  | 0 | 0 |